# Jānis Palkavnieks
Jānis Edvīns Nikolajs Palkavnieks (ur. 3 lipca 1894 r. w Bēne na Łotwie w granicach Rosji, zm. 29 lipca 1945 r. koło Würzburga) – łotewski sędzia wojskowy (pułkownik), przewodniczący sądu wojskowego przy łotewskich oddziałach Waffen-SS pod koniec II wojny światowej
Służył w armii rosyjskiej. 20 lipca 1920 r. wstąpił do armii łotewskiej, dostając stopień kapitana. Służył w Departamencie Zaopatrzenia Ministerstwa Wojny. W październiku 1921 r. został przeniesiony do trybunału wojskowego jako sekretarz. W 1927 r. awansował na podpułkownika. W 1928 r. został zastępcą prokuratora wojskowego. Od 1931 r. był członkiem składu orzekającego trybunału wojskowego. W 1935 r. wszedł w skład Najwyższego Trybunału Wojskowego w stopniu pułkownika. Po aneksji Łotwy przez ZSRR w 1940 r., został zwolniony ze służby wojskowej. Kiedy wojska niemieckie zajęły obszar Łotwy w 1941 r., podjął współpracę z okupantami. Od 12 lutego 1944 r. do 2 maja 1945 r. przewodniczył sądowi wojskowemu przy łotewskich oddziałach Waffen-SS w stopniu Waffen-Standartenführera der SS. Po zakończeniu wojny przedostał się na obszary Niemiec zajęte przez wojska alianckie. 29 lipca 1945 r. utopił się w rzece Men niedaleko Würzburga.
Był odznaczony m.in. rosyjskim Orderem Św. Włodzimierza 4 klasy z mieczami, Orderem Św. Stanisława 3 klasy z mieczami i Orderami Św. Anny 3 klasy z mieczami i 4 klasy oraz łotewskimi Orderami Trzech Gwiazd 3 i 4 klasy.